# Miconia militis
Miconia militis är en tvåhjärtbladig växtart som beskrevs av John Julius Wurdack. Miconia militis ingår i släktet Miconia och familjen Melastomataceae. Inga underarter finns listade i Catalogue of Life.